# Emboloecia sauzalitae
Emboloecia sauzalitae är en fjärilsart som beskrevs av Augustus Radcliffe Grote 1875. Emboloecia sauzalitae ingår i släktet Emboloecia och familjen nattflyn. Inga underarter finns listade i Catalogue of Life.